# 钱伯斯县 (亚拉巴马州)
钱伯斯县（英語：Chambers County）是位于美国亚拉巴马州东部的一个县，县治拉斐特。根据美国人口调查局2000年统计，共有人口36,583，其中白人占60.88%、非裔美国人占38.11%。